# Galavant
Galavant é uma série de televisão estadunidense criada por Dan Fogelman, transmitida pela ABC desde 4 de janeiro de 2015. A segunda temporada foi confirmada em 7 de maio de 2016. Após 2 temporadas, a série foi cancelada pela ABC Studios, devido a baixa audiência.

## Enredo
A série segue as aventuras de Galavant, um herói arrojado cavaleiro baixo em sua sorte que está determinado a recuperar sua reputação e sua "Happily Ever After", indo após o malvado rei Richard, que arruinou o momento em que ele roubou o amor da vida de Galavant, Madalena. Ele é auxiliado pela Princesa Isabel, cujo reino de Valência Richard conquistou, e Sid, seu escudeiro. Enquanto isso, o assassino, mas sem força de vontade Richard tenta conquistar a Madalena tramando. A crônica episódios viagens de Galavant (e as voltas e reviravoltas que vão junto com eles) através de números musicais compostas e escritas por Menken e Slater.

## Elenco

### Elenco principal
- Joshua Sasse como Galavant
- Timothy Omundson como rei Richard
- Vinnie Jones como Gareth
- Mallory Jansen como rainha Madalena
- Karen David como princesa Isabella Maria Lucia Elizabetta de Valência
- Luke Youngblood como Sid

### Elenco recorrente
- Ben Presley como Steve Mackenzie, o bobo da corte eo narrador
- Darren Evans como chef Vincenzo
- Stanley Townsend como o rei de Valência
- Genevieve Allenbury como a rainha de Valência

### Elenco de convidados
- John Stamos como Senhor Jean Hamm
- Hugh Bonneville como Peter, o pillager
- Sophie McShera como Gwynne
- "Weird Al" Yankovic como Confessional Monk
- Ricky Gervais como Xanax, o bruxo
- Rutger Hauer como Kingsley
- Anthony Stewart Head como o pai de Galavant

## Episódios

### Primeira temporada
| Nº   | Título                       | Exibição original       |
| ---- | ---------------------------- | ----------------------- |
| 1x01 | "Pilot"                      | 4 de janeiro de 2015    |
| 1x02 | "Joust Friends"              | 4 de janeiro de 2015    |
| 1x03 | "Two Balls"                  | 11 de janeiro de 2015   |
| 1x04 | "Comedy Gold"                | 11 de janeiro de 2015   |
| 1x05 | "Completely Mad...Alena"     | 18 de fevereiro de 2015 |
| 1x06 | "Dungeons and Dragon Lady"   | 18 de janeiro de 2015   |
| 1x07 | "My Cousin Izzy"             | 25 de janeiro de 2015   |
| 1x08 | "It's All in the Executions" | 25 de janeiro de 2015   |

### Segunda temporada
| Nº   | Título                                         | Exibição Original     |
| 2x01 | ''A New Season aka Suck It Cancellation Bear'' | 3 de janeiro de 2016  |
| 2x02 | ''World's Best Kiss''                          | 3 de janeiro de 2016  |
| 2x03 | ''Aw, Hell, the King''                         | 10 de janeiro de 2016 |
| 2x04 | ''Bewitched, Bothered, and Belittled''         | 10 de janeiro de 2016 |
| 2x05 | ''Giants vs. Dwarves''                         | 17 de janeiro de 2016 |
| 2x06 | ''About Last Knight''                          | 17 de janeiro de 2016 |
| 2x07 | ''Love and Death''                             | 24 de janeiro de 2016 |
| 2x08 | ''Do the D’DEW''                               | 24 de janeiro de 2016 |
| 2x09 | ''Battle of the Three Armies''                 | 31 de janeiro de 2016 |
| 2x10 | ''The One True King (To Unite Them All)''      | 31 de janeiro de 2016 |